# Ferrocarril Central Entrerriano

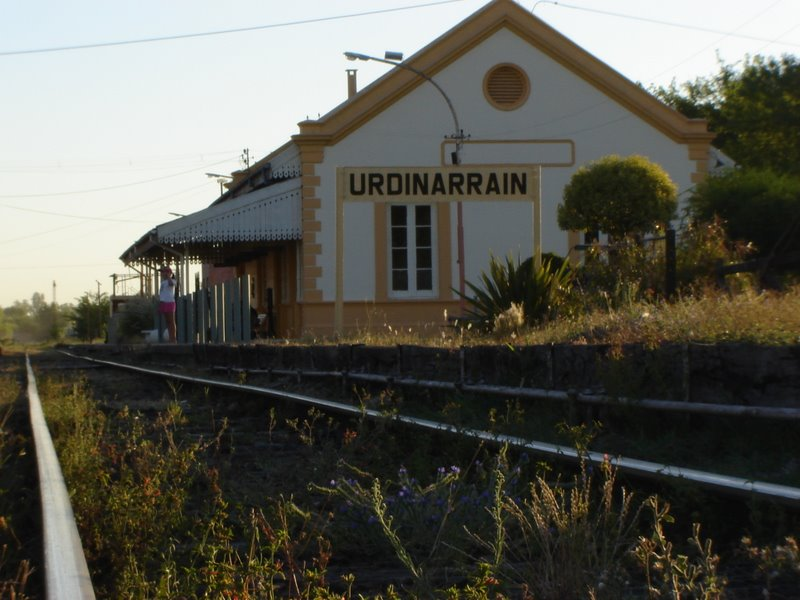
Estación Urdinarrain.

El Ferrocarril Central Entrerriano (FCCE) (en la época: Ferrocarril Central Entre-Riano) fue una compañía ferroviaria propiedad del gobierno de la provincia de Entre Ríos que construyó y operó una línea de trocha media (1,435 m) de 697 km entre los ríos Paraná y Uruguay, en la República Argentina. El 29 de enero de 1892 fue adquirida por la compañía de capitales británicos The Entre Rios Railway Company Limited, por lo que la empresa pasó a llamarse Ferrocarril Entre Ríos. 

## Historia
Una ley provincial sancionada el 11 de junio de 1883 autorizó al Gobierno de Entre Ríos a construir dos líneas ferroviarias:

Art. 1°. Queda autorizado el P.E. para contratar por cuenta de la Provincia, un Ferrocarril que saliendo de la ciudad del Paraná y siguiendo por Nogoyá llegue a Tala donde se bifurcará, saliendo un ramal para el Uruguay y otro para Villaguay terminando en Concordia donde empalmará con el F.C. del Este, y otra línea que partiendo de la Ciudad de Gualeguaychú llegue al Puerto del Abrigo sobre el Río Uruguay.

La línea menor debía vincular la ciudad de Gualeguaychú con un puerto que se pensaba construir sobre el río Uruguay frente a la isla Abrigo, pero debido al temor de que la ciudad perdiera importancia, el puerto no se construyó ni tampoco la línea férrea.
El 4 de febrero de 1884 fue firmado un contrato por el gobernador de Entre Ríos Eduardo Racedo, el ministro de Gobierno Miguel Laurencena y Lucas González por la empresa Lucas González y Compañía, para la construcción del ramal entre las ciudades de Paraná y Concepción del Uruguay pasando por las de Nogoyá y Rosario del Tala. El precio fue fijado en 21 177 pesos fuertes por kilómetro de vía, a pagar por el gobierno de Entre Ríos por el producido de la emisión de bonos de deuda. El Gobierno nacional aceptó pagar la mitad del interés producido sobre la deuda tomada por la provincia de Entre Ríos para construir el ferrocarril y un contrato fue firmado el 13 de enero de 1885 por ambos Gobiernos. Sin embargo, el pago anual del Estado nacional fue fijado en un máximo de 260 000 pesos oro por año.
Por ley provincial del 14 de junio de 1884 se dispuso:

Art. 1°. Autorízase al P.E. para contratar por cuenta de la Provincia dos nuevas líneas de ferrocarril, una desde la ciudad de Gualeguaychú y otra desde la de Victoria, yendo ambas á empalmar en la línea central en construcción.

El 12 de julio de 1885 comenzó la construcción de la línea. El 10 de agosto de 1885 fue autorizado Ferrocarril Central Entrerriano por decreto del presidente Julio Argentino Roca a construir un muelle en Bajada Grande, punto de inicio de la línea ferroviaria, pero que no efectivizó. Una nueva ley provincial el 7 de enero de 1887 autorizó al Poder Ejecutivo a contratar la construcción de ramales a Victoria, Gualeguay, Gualeguaychú y Villaguay.
El 13 de mayo de 1887 la empresa constructora entregó al gobierno provincial los tramos Bajada Grande-Racedo y Racedo-Nogoyá, que fueron abiertos al servicio el 16 de mayo siguiente. El 1 de junio de 1887 fue inaugurado el tramo entre Nogoyá y Tala. El 30 de junio de 1887 un decreto facultó al presidente del directorio del ferrocarril, Honorato Issouribehere, a recibir el tercer tramo entre Rosario del Tala y Concepción del Uruguay al día siguiente. El 1 de noviembre de 1888 comenzó a circular el Tren de Recreo entre las estaciones Paraná y Bajada Grande, con 6 trenes diarios los domingos y feriados.
El 21 de enero de 1890 fueron fijados por decreto los nombres de las estaciones de los 4 ramales:

Art. 1°. Asígnase a las Estaciones de los ramales del F. C. Central Entreriano, de la de Gobernador Basavilbaso á la Ciudad de Villaguay: á la 1a Gobernador Urquiza á la 2a Gobernador Domínguez y á la 3a Villaguay.
 De la Estación Gobernador Basavilbaso á la Ciudad de Gualeguaychú: á la 1a Torcuato Gilbert, á la 2a General Urdinarrain, á la 3a General Almada, la 4a General Palavecino, y á la 5a Gualeguaychú.
 De la ciudad del Tala á Gualeguay: á la 1a Gobernador Echagüe, á la 2a Gobernador Mansilla, á la 3a General Galarza, á la 4a General Basavilbaso y á la 5a Gualeguay.
 De Nogoyá á Victoria: á la 1a Gobernador Febre, á la 2a Gobernador Antelo.
 (...)

El ramal de Nogoyá a Victoria fue recibido por el gobierno el 22 de mayo de 1890 y fue abierto al servicio por decreto del 26 de junio de 1890, llegando a Victoria el primer tren el 3 de noviembre. El 20 de septiembre de 1890 fue habilitada la estación Juárez Celman en el km 22, luego redenominada estación Tezanos Pinto. El 23 de septiembre de 1890 fueron librados al servicio los ramales desde Basavilbaso a Gualeguaychú y desde Basavilbaso a Villaguay.
El ramal de Rosario del Tala a la estación Gualeguay-Tala fue abierto el 27 de enero de 1891, hecho efectivo el 30 de enero.
El Gobierno provincial suspendió el pago de intereses y una ley provincial del 29 de octubre de 1890 autorizó al Poder Ejecutivo a vender el Ferrocarril Central Entrerriano. El 1 de mayo de 1891 el gobernador Sabá Hernández firmó un convenio con los tenedores de bonos de los empréstitos para la construcción del ferrocarril (Murrieta & Co. de Londres) para cederles el mismo a cambio de los bonos que poseían por un monto de 3 276 400 libras esterlinas. El 24 de agosto de 1891 el convenio fue formalizado por contrato con el representante de los bonistas británicos Chevalier Boutell. El 1 de septiembre de 1891 la Legislatura provincial aprobó el contrato. El 28 de octubre de 1891 el Congreso Nacional sancionó la ley n.º 2843 por la cual se exoneró por 30 años de todo impuesto al Ferrocarril Central Entrerriano. El 29 de enero de 1892 un decreto provincial dispuso la entrega de la línea ferroviaria a sus nuevos dueños, empresa que tomó el nombre de The Entre Rios Railways Company Limited (Ferrocarril Entre Ríos) y que tomó posesión el 1 de febrero de 1892.

## Cronología de inauguración de ramales
- 16 de mayo de 1887, tramos entre las estaciones Bajada Grande y Racedo y entre Racedo y Nogoyá.
- 1 de junio de 1887, tramo entre las estaciones Nogoyá y Rosario Tala.
- 30 de junio de 1887, tramo entre las estaciones Rosario Tala y Concepción del Uruguay.
- 26 de junio de 1890, ramal entre las estaciones Nogoyá a Victoria
- 23 de septiembre de 1890, ramal entre las estaciones Basavilbaso y Gualeguaychú.
- 23 de septiembre de 1890, ramal entre las estaciones Basavilbaso y Villaguay.
- 27 de enero de 1891, ramal entre las estaciones Rosario Tala y Gualeguay-Tala.

## Ramales
El decreto de transferencia del 29 de enero de 1892 especifica los ramales con sus estaciones y kilometrajes:
Línea Central (ramal Paraná-Concepción del Uruguay), de 286 km, comprendía desde Bajada Grande (km 0) las estaciones: Paraná (km 6,250), Juárez Celman (km 22, luego Tezanos Pinto), General Racedo (km 50), Gobernador Crespo (km 53), General Ramírez (km 74), Hernández (km 102), Nogoyá (km 127), Lucas González (km 153), Gobernador Sola (km 174), Rosario-Tala (km 196), Rocamora (km 213), Gobernador Basavilbaso (km 223), 1.º de Mayo (luego Villa Mantero, km 236), Nicolás Herrera (km 248), Caseros (km 262), Uruguay (km 286). Las estaciones Paraná y Uruguay eran de 1ª categoría, las de Nogoyá y Rosario-Tala de 2ª, la de Nicolás Herrera de 4ª y las demás de 3ª categoría.
Ramal Victoria (ramal Nogoyá-Victoria), de 48 km, comprendía desde la Estación Nogoyá las estaciones: Gobernador Febre (km 143), Gobernador Antelo (km 156), Victoria (km 176), siendo esta de 2ª categoría y las otras dos de 3°.
Ramal Gualeguay (ramal Rosario del Tala-Gualeguay) comprendía desde la Estación Rosario-Tala las estaciones: Gobernador Echagüe (km 211), Gobernador Mansilla (km 230), General Galarza (km 251), General Basavibaso (luego González Calderón, km 282), Gualeguay (luego Gualeguay-Tala, km 304), desde donde empalmaba con el Ferrocarril Primer Entrerriano. La Estación Gualeguay era de 2ª categoría y las demás de 3°.
Ramal Gualeguaychú comprendía desde la Estación Gobernador Basavilbaso las estaciones: Torcuato Gilbert (km 244), General Urdinarrain (km 261), General Almada (km 284), General Palavecino (km 306), Gualeguaychú (km 323). Esta última de 2ª categoría y las demás de 3°.
Ramal Villaguay comprendía desde la Estación Gobernador Basavilbaso las estaciones: Gobernador Urquiza (km 244), Gobernador Domínguez (km 268), Villaguay (luego Villaguay Central, km 285). Esta última de 2ª categoría y las demás de 3°.